# Chemilly (Allier)
Pour les articles homonymes, voir Chemilly.
 (septembre 2023).
La mise en forme du texte ne suit pas les recommandations de Wikipédia : il faut le « wikifier ».
Les points d'amélioration suivants sont les cas les plus fréquents. Le détail des points à revoir est peut-être précisé sur la page de discussion.
- Les titres sont pré-formatés par le logiciel. Ils ne sont ni en capitales, ni en gras.
- Le texte ne doit pas être écrit en capitales (les noms de famille non plus), ni en gras, ni en italique, ni en « petit »…
- Le gras n'est utilisé que pour surligner le titre de l'article dans l'introduction, une seule fois.
- L'italique est rarement utilisé : mots en langue étrangère, titres d'œuvres, noms de bateaux, etc.
- Les citations ne sont pas en italique mais en corps de texte normal. Elles sont entourées par des guillemets français : « et ».
- Les listes à puces sont à éviter, des paragraphes rédigés étant largement préférés. Les tableaux sont à réserver à la présentation de données structurées (résultats, etc.).
- Les appels de note de bas de page (petits chiffres en exposant, introduits par l'outil «  Source ») sont à placer entre la fin de phrase et le point final[comme ça].
- Les liens internes (vers d'autres articles de Wikipédia) sont à choisir avec parcimonie. Créez des liens vers des articles approfondissant le sujet. Les termes génériques sans rapport avec le sujet sont à éviter, ainsi que les répétitions de liens vers un même terme.
- Les liens externes sont à placer uniquement dans une section « Liens externes », à la fin de l'article. Ces liens sont à choisir avec parcimonie suivant les règles définies. Si un lien sert de source à l'article, son insertion dans le texte est à faire par les notes de bas de page.
- La présentation des références doit suivre les conventions bibliographiques. Il est recommandé d'utiliser les modèles {{Ouvrage}}, {{Chapitre}}, {{Article}}, {{Lien web}} et/ou {{Bibliographie}}. Le mode d'édition visuel peut mettre en forme automatiquement les références.
- Insérer une infobox (cadre d'informations à droite) n'est pas obligatoire pour parachever la mise en page.

Pour une aide détaillée, merci de consulter Aide:Wikification.
Si vous pensez que ces points ont été résolus, vous pouvez retirer ce bandeau et améliorer la mise en forme d'un autre article.
Chemilly est une commune française située dans le département de l'Allier, en région Auvergne-Rhône-Alpes.
La commune, bordée par la rivière Allier, est située à 10 km au sud de la préfecture Moulins et incluse dans l'aire d'attraction de Moulins. Ses habitants, au nombre de 588 au recensement de 2022, sont appelés les Chemillyssois et les Chemillyssoises.

## Géographie

### Localisation

#### Liste des lieux-dits et écarts
l'Accacia*, Bel-Air**, les Béguets**, Bellem*, Belle Étoile*, les Bernards**, le Bois du Plaix*, les Boucherasses*, Bruyère*, les Bruyères*, les Cailloux*, les Casernes***, le Château*, Château de Prévia**, le Champ Billon*, le Champ des Magaudes*, le Champ du Bois du Plaix*, le Champ Pousse**, la Chapelle*, les Chatalaines*, Chemilly (le chef-lieu de la commune), les Conjons*, la Contrée*, les Côtes**, les Crépines***, la Croix d'Or***, le Cul de Sac*, la Cure**, l'Ermitage***, l'Evêque*, Faisanderie*, les Fèvres*, la Fontignay*, les Foucauds**, les Girodeaux**, la Grille de Soupaize**, la Grille du Château*, les Jeandurands*, la Jenette*, la Jolivette**, la Maison Neuve***, les Marches**, Marengo*, les Mauguins**, le May*, les Méages**, les Meillats**, la Moissonnière***, les Moquets*, la Motte*, le Moulin Baron*, Moulin Chereux*, Moulin des Foucauds*,  le Moulin Rotay*, l'Ouche*, Plan de la Genette*, le Pavillon*, les Perrons*, les Petites Cours*, le Petit Moulin*, Plante Baron**, le Pontarlet*, le Pont de la Creuse**, les Potons**, les Ramillons**, les Rognons**, les Rouillats*, Route de Besson**, Soupaize*, le Theil*, les Thévenots***, les Virots**.
Légende : *** Village, ** Hameau, * Lieu-dit.

#### Communes limitrophes
Ses communes limitrophes sont :
|         | Bressolles                                         | Toulon-sur-Allier |
| Besson  | Chemilly                                           |                   |
| Bresnay | Châtel-de-Neuvre, La Ferté-Hauterive (quadripoint) | Bessay-sur-Allier |

### Hydrographie
La commune est traversée par la rivière Allier.

### Climat
Pour des articles plus généraux, voir Climat d'Auvergne-Rhône-Alpes et Climat de l'Allier.
En 2010, le climat de la commune est de type climat océanique dégradé des plaines du Centre et du Nord, selon une étude du CNRS s'appuyant sur une série de données couvrant la période 1971-2000. En 2020, Météo-France publie une typologie des climats de la France métropolitaine dans laquelle la commune est exposée à un climat océanique altéré et est dans la région climatique Centre et contreforts nord du Massif Central, caractérisée par un air sec en été et un bon ensoleillement.
Pour la période 1971-2000, la température annuelle moyenne est de 11 °C, avec une amplitude thermique annuelle de 16,1 °C. Le cumul annuel moyen de précipitations est de 759 mm, avec 10,8 jours de précipitations en janvier et 7 jours en juillet. Pour la période 1991-2020, la température moyenne annuelle observée sur la station météorologique de Météo-France la plus proche, sur la commune d'Yzeure à 9 km à vol d'oiseau, est de 11,9 °C et le cumul annuel moyen de précipitations est de 795,7 mm,. Pour l'avenir, les paramètres climatiques de la commune estimés pour 2050 selon différents scénarios d'émission de gaz à effet de serre sont consultables sur un site dédié publié par Météo-France en novembre 2022.

## Urbanisme

### Typologie
Au 1er janvier 2024, Chemilly est catégorisée commune rurale à habitat dispersé, selon la nouvelle grille communale de densité à 7 niveaux définie par l'Insee en 2022.
Elle est située hors unité urbaine. Par ailleurs la commune fait partie de l'aire d'attraction de Moulins, dont elle est une commune de la couronne,. Cette aire, qui regroupe 64 communes, est catégorisée dans les aires de 50 000 à moins de 200 000 habitants,.

### Occupation des sols

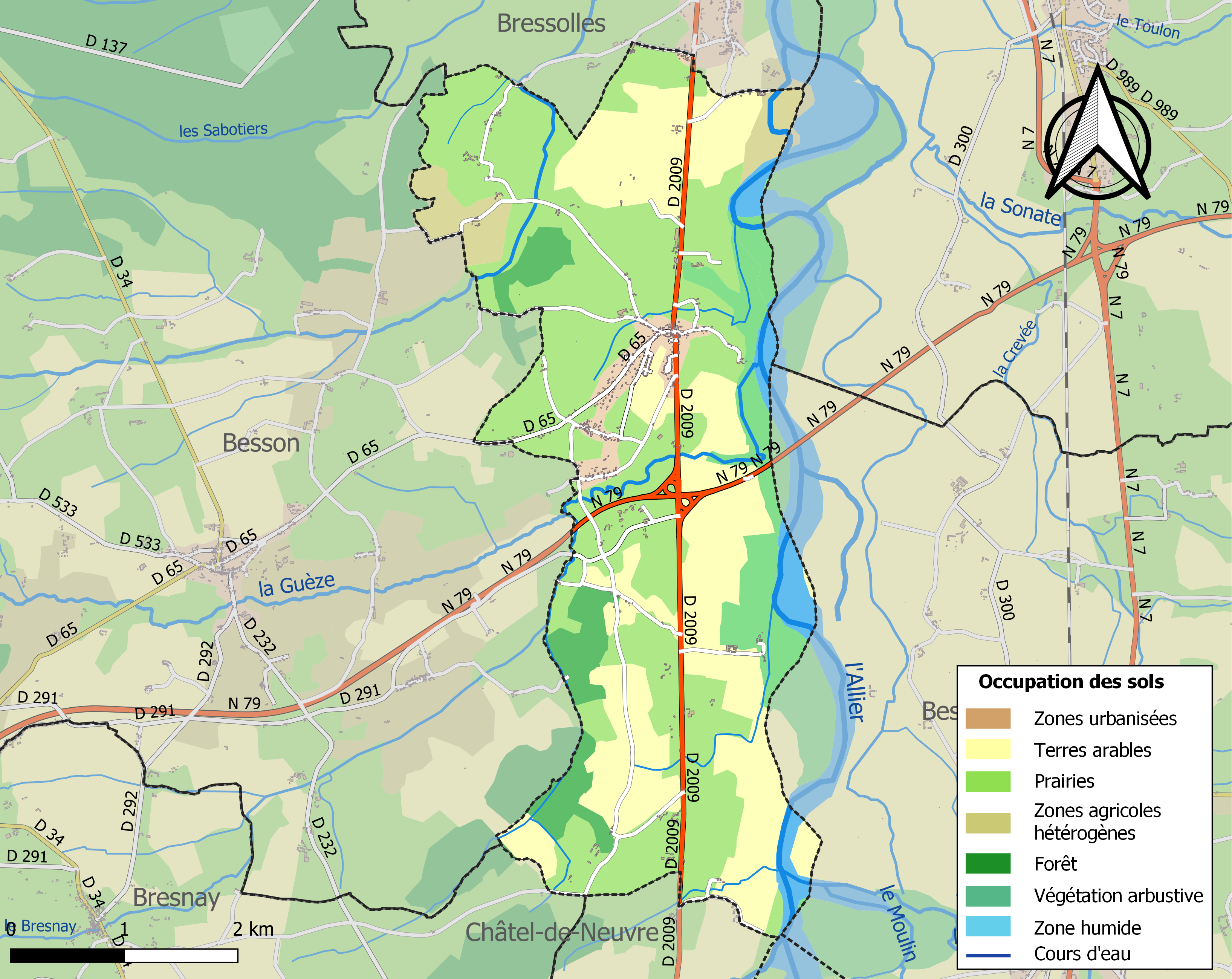
Carte des infrastructures et de l'occupation des sols de la commune en 2018 (CLC).

L'occupation des sols de la commune, telle qu'elle ressort de la base de données européenne d’occupation biophysique des sols Corine Land Cover (CLC), est marquée par l'importance des territoires agricoles (81,1 % en 2018), en diminution par rapport à 1990 (81,9 %). La répartition détaillée en 2018 est la suivante : prairies (47,4 %), terres arables (30,1 %), milieux à végétation arbustive et/ou herbacée (7,1 %), forêts (5,3 %), zones agricoles hétérogènes (3,7 %), eaux continentales (3,3 %), zones urbanisées (3,2 %).
L'IGN met par ailleurs à disposition un outil en ligne permettant de comparer l'évolution dans le temps de l'occupation des sols de la commune (ou de territoires à des échelles différentes). Plusieurs époques sont accessibles sous forme de cartes ou photos aériennes : la carte de Cassini (XVIIIe siècle), la carte d'état-major (1820-1866) et la période actuelle (1950 à aujourd'hui).

### Voies de communication et transports
La commune est traversée du nord au sud par la route départementale 2009, ancienne route nationale 9 reliant Moulins au nord à Saint-Pourçain-sur-Sioule et Clermont-Ferrand au sud. Elle croise au sud du bourg l'autoroute A79 (portion de la Route Centre-Europe Atlantique et de la route européenne 62, anciennement route nationale 79), permettant de rejoindre l'autoroute A71 et Montluçon vers l'ouest, ou Mâcon vers l'est.
La desserte locale est assurée par les routes départementales 65 (vers Besson) et 291.

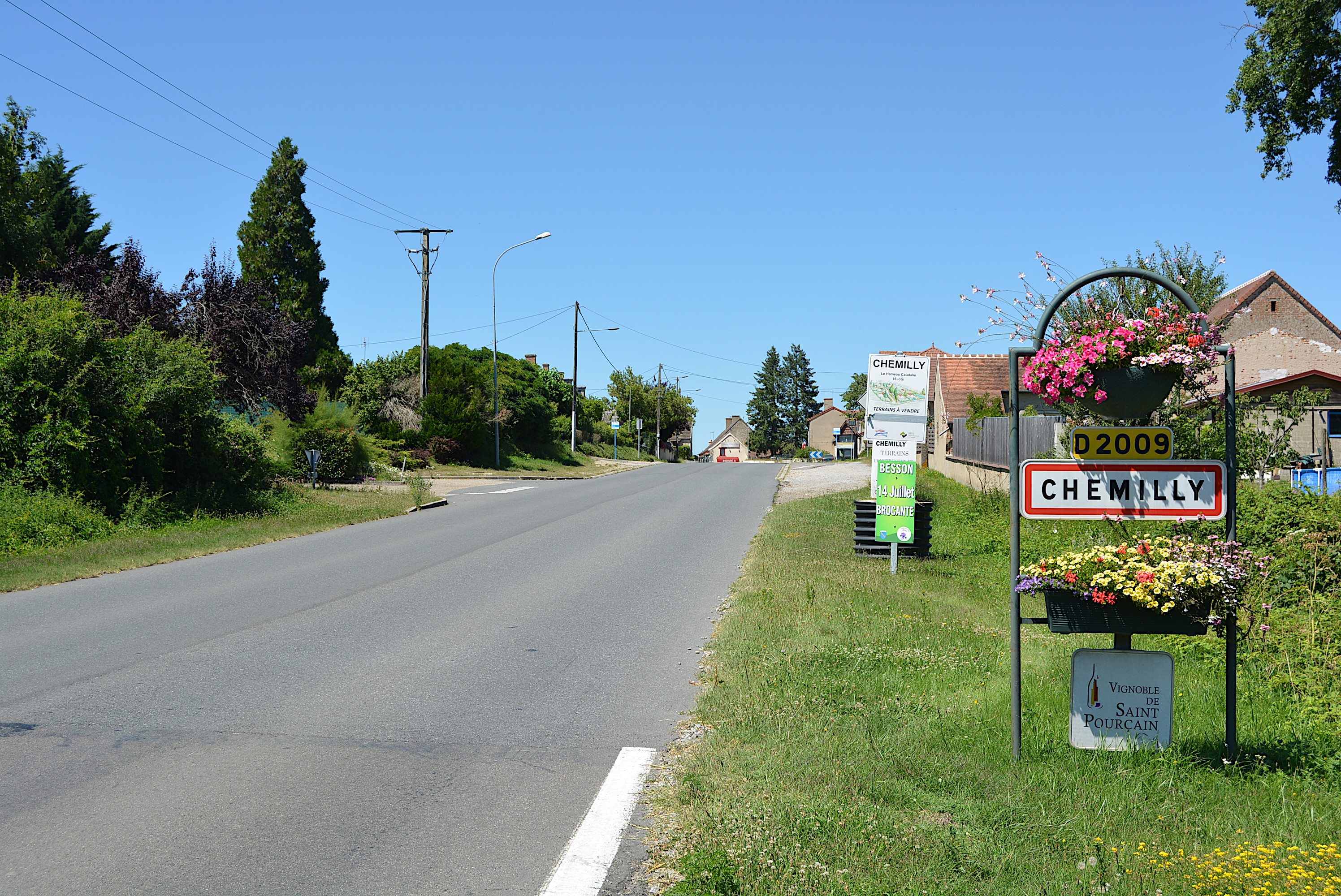
Entrée par la RD 2009 en direction de Moulins.
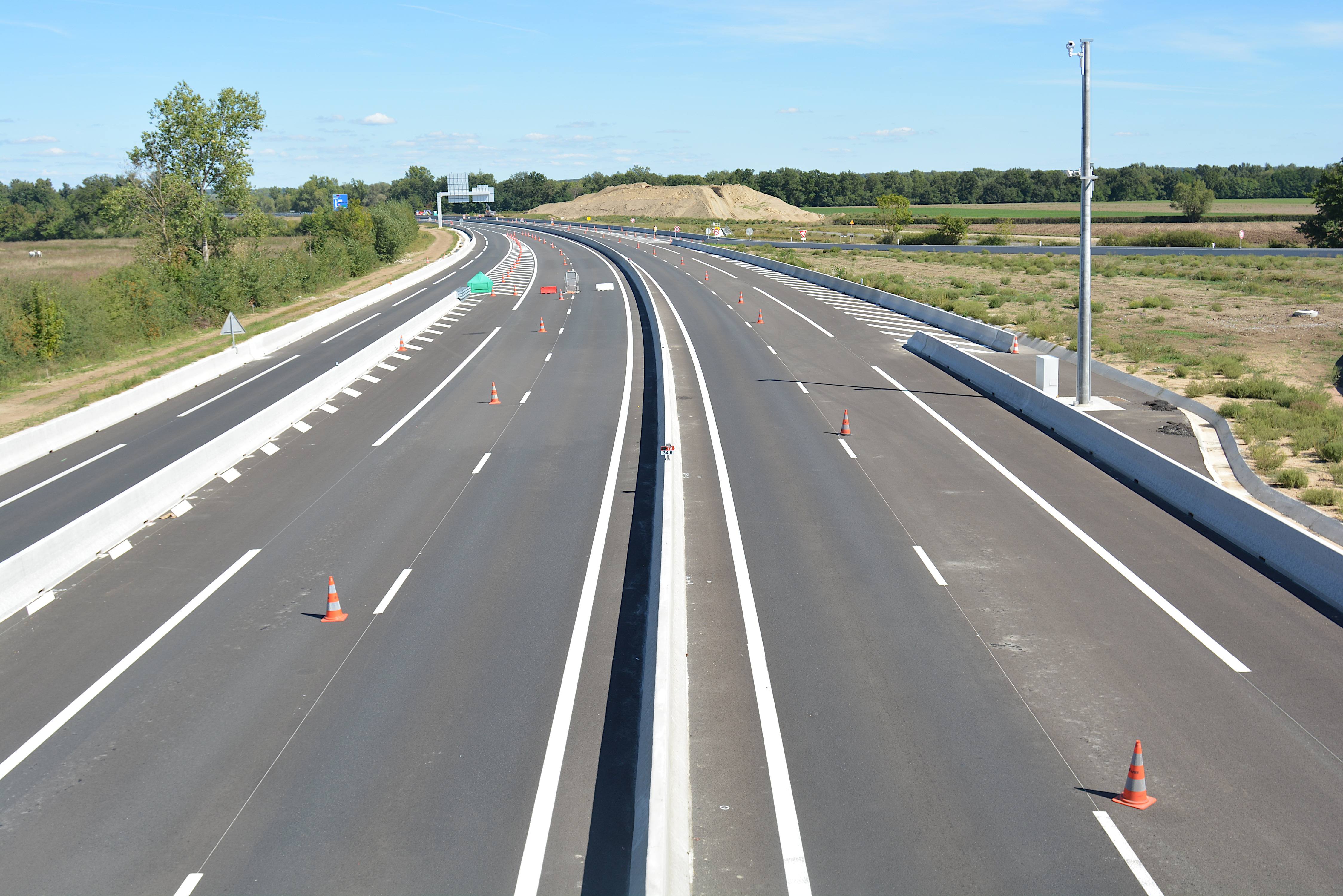
La voie rapide (RN 79 puis A79) passe à un kilomètre au sud du centre-bourg.

## Politique et administration

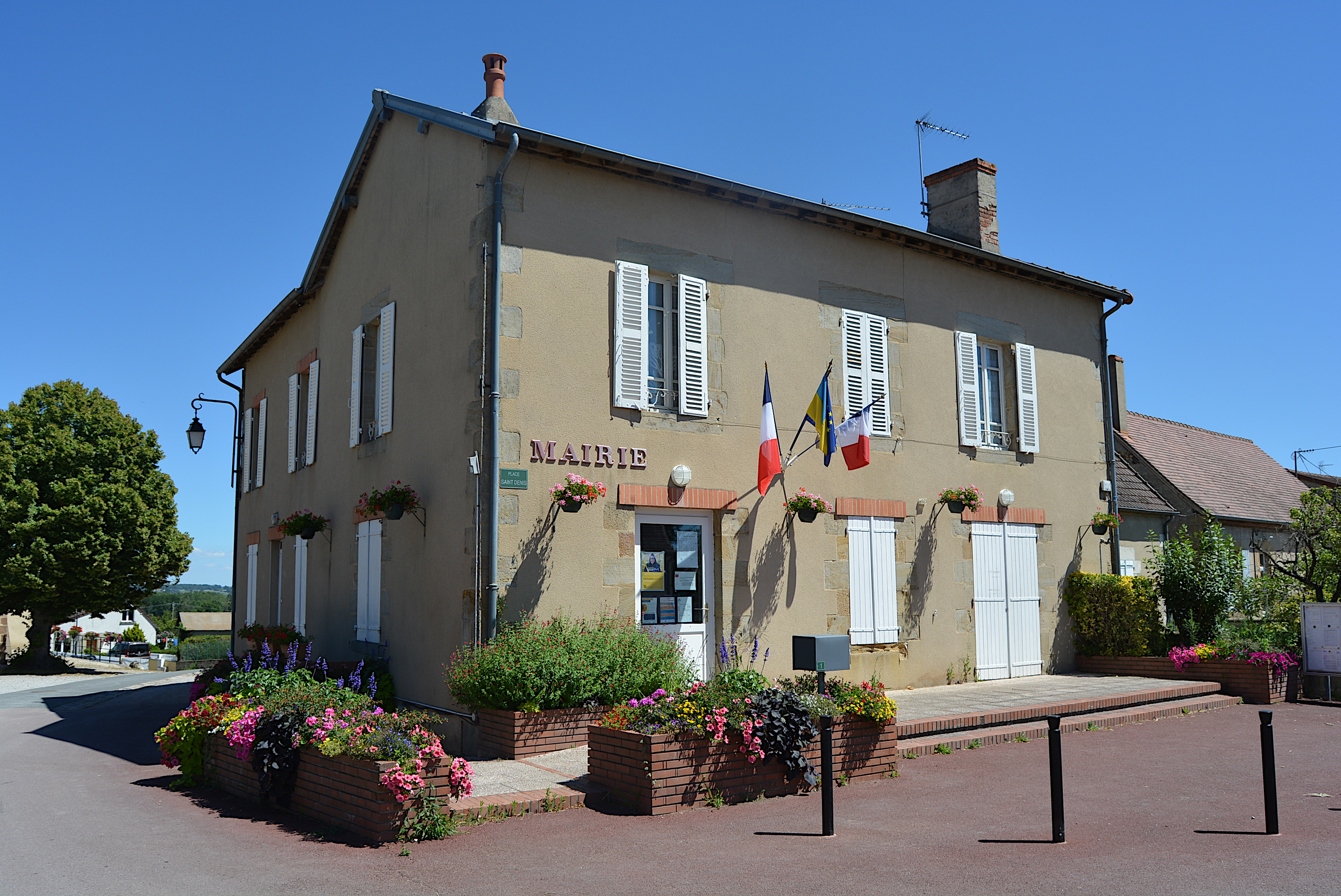
La mairie.

Le conseil municipal de Chemilly, commune de moins de 1 000 habitants, est élu au scrutin majoritaire plurinominal à deux tours avec candidatures isolées ou groupées et possibilité de panachage. Compte tenu de la population communale (639 habitants en 2017), le nombre de sièges à pourvoir lors des élections municipales de 2020 est de 15. Sur les 24 candidats en lice, douze sont élus dès le premier tour, le 15 mars 2020, avec un taux de participation de 66,31 %. Les trois conseillers restant à élire sont élus au second tour, qui se tient le 28 juin 2020 du fait de la pandémie de Covid-19, avec un taux de participation de 56,44 %.
Le conseil municipal a désigné, le 3 juillet 2020, Josiane Siret, et désigné trois adjoints. Elle démissionne en avril 2022 pour raison de santé. Une élection municipale partielle se tient les 12 et 19 juin 2022 ; Claire Cabanel a été élue le 24 juin, avec trois adjoints.
| Période                                  | Période                    | Identité         | Étiquette | Qualité                                                                           |
| ---------------------------------------- | -------------------------- | ---------------- | --------- | --------------------------------------------------------------------------------- |
| Les données manquantes sont à compléter. |                            |                  |           |                                                                                   |
| mars 2001                                | mars 2008                  | Michel Fayolle   | PS        |                                                                                   |
| mars 2008                                | mars 2014                  | René Deschaume   | DVG       |                                                                                   |
| mars 2014                                | 3 juillet 2020             | Lionel Riboulet  | DVD       | Agriculteur                                                                       |
| 3 juillet 2020                           | 12 avril 2022 (démission)  | Josiane Siret    |           | Retraitée de la DDT                                                               |
| avril 2022                               | 24 juin 2022               | Patricia Cannaux |           | Première adjointe (maire par intérim à la suite de la démission de Josiane Siret) |
| 24 juin 2022                             | En cours (au 25 juin 2022) | Claire Cabanel   | PP        |                                                                                   |

## Population et société

### Démographie
Les habitants de Chemilly sont appelés les Chemillyssois et les Chemillyssoises.
L'évolution du nombre d'habitants est connue à travers les recensements de la population effectués dans la commune depuis 1793. Pour les communes de moins de 10 000 habitants, une enquête de recensement portant sur toute la population est réalisée tous les cinq ans, les populations de référence des années intermédiaires étant quant à elles estimées par interpolation ou extrapolation. Pour la commune, le premier recensement exhaustif entrant dans le cadre du nouveau dispositif a été réalisé en 2006.

En 2022, la commune comptait 588 habitants, en évolution de −7,26 % par rapport à 2016 (Allier : −1,38 %, France hors Mayotte : +2,11 %).
| 1793 | 1800 | 1806 | 1821 | 1831 | 1836 | 1841 | 1846 | 1851 |
| ---- | ---- | ---- | ---- | ---- | ---- | ---- | ---- | ---- |
| 640  | 608  | 569  | 640  | 600  | 665  | 677  | 705  | 738  |

| 1856 | 1861 | 1866 | 1872 | 1876 | 1881 | 1886 | 1891 | 1896 |
| ---- | ---- | ---- | ---- | ---- | ---- | ---- | ---- | ---- |
| 748  | 734  | 738  | 732  | 721  | 687  | 663  | 690  | 701  |

| 1901 | 1906 | 1911 | 1921 | 1926 | 1931 | 1936 | 1946 | 1954 |
| ---- | ---- | ---- | ---- | ---- | ---- | ---- | ---- | ---- |
| 672  | 690  | 614  | 545  | 529  | 504  | 470  | 458  | 456  |

| 1962 | 1968 | 1975 | 1982 | 1990 | 1999 | 2006 | 2011 | 2016 |
| ---- | ---- | ---- | ---- | ---- | ---- | ---- | ---- | ---- |
| 443  | 427  | 405  | 496  | 608  | 561  | 636  | 631  | 634  |

| 2021 | 2022 | - | - | - | - | - | - | - |
| ---- | ---- | - | - | - | - | - | - | - |
| 605  | 588  | - | - | - | - | - | - | - |

## Économie
L'une des activités de la commune est la viticulture : la commune fait partie du terroir de l'AOC saint-pourçain.

## Culture locale et patrimoine

### Lieux et monuments
- Église Saint-Denis de Chemilly.
- Château des Foucauds à 2 km au nord[27].
- Château de Soupaize à 5 km au sud[27].

### Personnalités liées à la commune
- Ernest Olivier (1844-1914), entomologiste et botaniste, fut un temps conseiller municipal puis, de 1890 jusqu'à sa mort, maire de Chemilly[28].
- Gaston Cornereau (1888-1944), épéiste français, est mort à Chemilly.